# Xorides australiensis
Xorides australiensis är en stekelart som först beskrevs av Szepligeti 1914.  Xorides australiensis ingår i släktet Xorides och familjen brokparasitsteklar. Inga underarter finns listade i Catalogue of Life.